# Gizaucourt
Gizaucourt ist eine französische Gemeinde mit 116 Einwohnern (Stand 1. Januar 2022) im Département Marne in der Region Grand Est. Sie gehört zum Arrondissement Châlons-en-Champagne und zum Kanton Argonne Suippe et Vesle. 

## Geografie
Die Gemeinde Gizaucourt liegt an der Auve südwestlich der Argonnen. Sie ist umgeben von folgenden Nachbargemeinden:
|                      | Valmy                                       |           |
|                      | Kompassrose, die auf Nachbargemeinden zeigt |           |
| La Chapelle-Felcourt |                                             | Voilemont |

## Bevölkerungsentwicklung
| Jahr                       | 1962 | 1968 | 1975 | 1982 | 1990 | 1999 | 2008 | 2018 |
| -------------------------- | ---- | ---- | ---- | ---- | ---- | ---- | ---- | ---- |
| Einwohner                  | 166  | 140  | 124  | 119  | 111  | 110  | 105  | 116  |
| Quellen: Cassini und INSEE |      |      |      |      |      |      |      |      |